# Realdefinition
Eine Realdefinition ist in der Logik eine Definition, die die wesentlichen Merkmale eines Gegenstandes angeben soll. Gegenstück ist die Nominaldefinition.

## Allgemeines
Realdefinitionen (lateinisch definitiones reales) sind Sachdefinitionen, die das Wesen einer in der Realität vorhandenen Sache erfassen. Eine Realdefinition ist der Versuch, alles das, was jemand von einem Prädikator stets als dessen Bedeutung unausgesprochen geläufig ist, ausdrücklich zu beschreiben. Realdefinitionen beschreiben so, welche Merkmale tatsächlich mit einem bestimmten Begriff verbunden sind.
In Mathematik und Logik haben Realdefinitionen eine große Bedeutung, in den Sozial-, Wirtschafts- und Geisteswissenschaften werden sie dagegen nicht verwendet. Da sie alle wesentlichen Merkmale erfassen müssen, können sie richtig oder falsch sein, sofern sie Tatsachenbehauptungen enthalten.

## Definitionstechnik
Bereits Aristoteles beschrieb Nominal- und Realdefinitionen im 4. Jahrhundert vor Christus. William von Ockham griff im Mittelalter (1324) diese Unterscheidung zwischen Nominal- und Realdefinitionen (lateinisch definitio quid nominis bzw. lateinisch definitio quid rei) auf, Christian Wolff folgte 1712.
Der zu definierende Begriff einer Definition ist das Definiendum, die Menge der definierenden Merkmale wird Definiens genannt. Realdefinitionen sollten in sich bereits Angaben über die Vorgehensweise bei der Definition des Definiendums durch das Definiens enthalten. Mit dem Definiendum wird für das auf Erfahrungswissen beruhende Definiens ein neues Wort eingeführt. Sind im Definiens nicht sämtliche wesentlichen Merkmale erwähnt, ist ein Begriff „unterdefiniert“, sind zu viele aufgeführt, ist er „überdefiniert“.

## Beispiele
Realdefinitionen definieren ausschließlich Dinge, die in der Wirklichkeit existieren. Ein Messer „ist ein Schneidewerkzeug, bei dem eine geschärfte, längliche Klinge an einem Ende einen Griff besitzt, der normalerweise in seiner Länge der Breite der Hand entspricht“. Ein Kreis ist „eine Linie, deren Punkte zu einem gegebenen Punkt sämtlich den gleichen Abstand haben“.
Gottfried Achenwall ging 1756 von einer Nominaldefinition des Geldes aus als „einer Sache, deren Gebrauch nur dadurch möglich ist, indem man sie veräußert“. Immanuel Kant griff diese Definition 1797 auf. Geld hat damit keinen Gebrauchswert wie andere Gebrauchsgegenstände, sondern einen Tauschwert. Kants Realdefinition des Geldes macht den Tausch möglich, indem Geld die auszutauschenden Waren auf den „Fleiß“ bei ihrer Herstellung bezieht: „Geld ist das allgemeine Mittel, den Fleiß der Menschen gegeneinander zu verkehren“. Joseph Schumpeter stellte 1917 fest, „dass der ökonomische Geldbegriff (im Gegensatz zum juristischen) wie alle sozialwissenschaftlichen Begriffe seine Realdefinition und seinen Umfang nur aus der Geldfunktion empfangen kann…“.

## Sonstiges
Die Realdefinition ist mit der Essentialdefinition (lateinisch definitio essentialis) verwandt.